# 罗布话
罗布话，或称罗布方言。是系属突厥语系葛逻禄语支的一种语言或方言，由居住于中华人民共和国新疆维吾尔自治区塔里木河下游兩側的羅布人使用，主要用于口语，包括尉犁土語和米若土語兩種方言。罗布话地位长期以来存在争议，该语言同标准维吾尔语和乌兹别克语十分相似，但有一些区别于标准维吾尔语的特征，但多数语言学家认为罗布话为维吾尔语的一种独特方言。